# Кнудсен, Фредрик
Фредрик Паллесен Кнудсен (норв. Fredrik Pallesen Knudsen; род. 30 августа 1996, Берген) — норвежский футболист, защитник клуба «Бранн».

## Карьера
Кнудсен начал свою футбольную карьеру в молодежной команде «Дьерв» , а в 2012 году перешел в «Бранн». За основную команду дебютировал 26 ноября 2014 года против клуба «Мьёндален». В январе 2016 года перешел на правах аренды в клуб «Осане» до конца сезона. 3 апреля 2016 года дебютировал за «Осане» в матче против «Конгсвингер». Свой первый гол в профессиональном футболе забил 24 августа 2016 года в ворота «Фредрикстад», в этом матче Кнудсен также забил и в свои ворота. За сезон сыграл 29 игр и забил 1 гол.
В январе 2017 года подписал контракт с клубом «Хёугесунн», сроком до 30 июня 2020 года. 9 апреля 2017 года дебютировал в Элитсерии против «Лиллестрём». Первый матч в Еврокубках сыграл 29 июня 2017 в матче первого квалификационного раунда Лиги Европы УЕФА против североирландского клуба «Колрейн». В декабре 2019 года продлил контракт с клубом до 31 декабря 2021 года.
12 августа 2021 года вернулся в «Бранн», подписав контракт до конца 2022 года. 15 августа сыграл первый матч после возвращения в клуб, против команды «Сандефьорд».25 ноября 2022 года продлил контракт до 2024 года. В сентябре 2023 года продлил контракт до 2027 года. 21 апреля 2024 когда в матче Элитсерии против «Одд» (2:0), сыграл 100-й матч за «Бранн» во всех турнирах.

### Сборная
Кнудсен принимал участие в составе национальных сборных Норвегии в различных возрастных группах, включая команды до 19 лет и до 21 года. За сборную Норвегии до 21 года дебютировал 24 марта 2017 года против сборной Португалии.

## Статистика
| Выступление      | Выступление      | Выступление      | Лига | Лига | Кубок | Кубок | Еврокубки | Еврокубки | Итого | Итого |
| Клуб             | Лига             | Сезон            | Игры | Голы | Игры  | Голы  | Игры      | Голы      | Игры  | Голы  |
| ---------------- | ---------------- | ---------------- | ---- | ---- | ----- | ----- | --------- | --------- | ----- | ----- |
| Бранн            | ОБОС-лига        | 2015             | 10   | 0    | 3     | 0     | —         | —         | 13    | 0     |
| Бранн            | Итого            | Итого            | 10   | 0    | 3     | 0     | —         | —         | 13    | 0     |
| → Осане          | ОБОС-лига        | 2016             | 28   | 1    | 1     | 0     | —         | —         | 29    | 1     |
| → Осане          | Итого            | Итого            | 28   | 1    | 1     | 0     | —         | —         | 29    | 1     |
| Хёугесунн        | Элитсерия        | 2017             | 26   | 0    | 1     | 0     | 3         | 0         | 30    | 0     |
| Хёугесунн        | Элитсерия        | 2018             | 23   | 2    | 2     | 0     | —         | —         | 25    | 2     |
| Хёугесунн        | Элитсерия        | 2019             | 13   | 1    | 1     | 0     | 2         | 0         | 16    | 1     |
| Хёугесунн        | Элитсерия        | 2020             | 16   | 1    | —     | —     | —         | —         | 16    | 1     |
| Хёугесунн        | Элитсерия        | 2021             | 7    | 0    | —     | —     | —         | —         | 7     | 0     |
| Хёугесунн        | Итого            | Итого            | 85   | 4    | 4     | 0     | 5         | 0         | 94    | 4     |
| Бранн            | Элитсерия        | 2021             | 11   | 1    | 2     | 0     | —         | —         | 13    | 1     |
| Бранн            | ОБОС-лига        | 2022             | 26   | 3    | 3     | 0     | —         | —         | 29    | 3     |
| Бранн            | Элитсерия        | 2023             | 27   | 1    | 3     | 0     | 4         | 2         | 34    | 3     |
| Бранн            | Элитсерия        | 2024             | 5    | 0    | —     | —     | —         | —         | 5     | 0     |
| Бранн            | Итого            | Итого            | 69   | 5    | 8     | 0     | 4         | 2         | 81    | 7     |
| Всего за карьеру | Всего за карьеру | Всего за карьеру | 192  | 10   | 16    | 0     | 9         | 2         | 217   | 12    |